# Georg von Kameke
Georg Arnold Karl von Kameke (ur. 14 kwietnia 1817 w Pasewalk, zm. 12 października 1893 w Berlinie) – pruski generał piechoty.

## Życiorys
Po nauce w liceum w Szczecinie ukończył szkołę artylerii i inżynierii wojskowej w Berlinie w 1837. Od 1841 służył w Poznaniu i Królewcu. Jego podpisy można znaleźć na rysunkach projektowych Twierdzy Poznań. W 1848 został adiutantem Johanna Bresego. W 1867 został generalnym inspektorem twierdz oraz szefem Korpusu Inżynierów i Pionierów. Od 1873 roku piastował funkcję ministra wojny. Po przejściu na emeryturę w 1883 mieszkał w swojej rodowej rezydencji w Miłogoszczu.

## Odznaczenia
Odznaczenia gen. von Kameke to między innymi:
- Order Orła Czarnego na łańcuchu
- Krzyż Wielki Orderu Orła Czerwonego
- Order Pour le Mérite z liśćmi dębu
- Order Orła Czerwonego II klasy z gwiazdą, liśćmi dębu i mieczami
- Krzyż Żelazny I klasy
- Order Świętego Jana
- Komandor Orderu Maksymiliana Józefa (Bawaria)
- Wielka Wstęga Orderu Leopolda (Belgia)
- Wielki Oficer Legii Honorowej (Francja)
- Komandor II klasy Orderu Wilhelma (Hesja)
- Wielka Wstęga Orderu Wschodzącego Słońca (Japonia)
- Krzyż Zasługi Orderu Domowego Lippe I klasy z mieczami (Lippe)
- Medal Zasługi Wojennej z mieczami (Schaumburg-Lippe)
- Krzyż Wielki Złoty Orderu Korony Wendyjskiej (Meklemburgia)
- Krzyż Wielki Orderu Leopolda (Austro-Węgry)
- Kawaler Orderu Korony Żelaznej I klasy (Austro-Węgry)
- Krzyż Wielki Orderu Domowego i Zasługi z mieczami (Oldenburg)
- Krzyż Wielki Orderu Avis (Portugalia)
- Cesarski i Królewski Order Orła Białego z mieczami (Imperium Rosyjskie)
- Order Świętej Anny I klasy z mieczami (Imperium Rosyjskie)
- Krzyż Wielki Orderu Zasługi (Saksonia)
- Krzyż Wielki Orderu Alberta z mieczami (Saksonia)
- Krzyż Wielki Orderu Sokoła Białego (Saksonia
- Krzyż Wielki Orderu Świętego Olafa z mieczami (Królestwo Szwecji i Norwegii)
- Krzyż Wielki Orderu Zasługi Wojskowej (Wirtembergia)
- Krzyż Wielki Orderu Korony Wirtemberskiej (Wirtembergia)
- Krzyż Wielki Orderu Fryderyka z mieczami (Wirtembergia)